# リンカーン郡 (カンザス州)
リンカーン (リンカーンぐん、Lincoln County、標準省略：LC) は、アメリカ合衆国カンザス州に位置する郡である。2000年現在、人口は3,578人である。最大都市及び郡庁所在地はリンカーンセンターである。

## 地理
アメリカ合衆国統計局によると、この郡は総面積1,865 km2 (720 mi2) である。このうち1,862 km2 (719 mi2) が陸地で3 km2 (1 mi2) が水域である。総面積の0.15%が水域となっている。

### 隣接する郡
- ミッチェル郡（北）
- オタワ郡（東）
- サリン郡（南東）
- エルズワース郡（南）
- ラッセル郡（西）
- オズボーン郡（北西）

## 人口動勢
2000年現在の国勢調査で、この郡は人口3,578人、1,529世帯、及び1,039家族が暮らしている。人口密度は2/km2 (5/mi2) である。1/km2 (3/mi2) の平均的な密度に1,853軒の住宅が建っている。この郡の人種的な構成は白人98.30%、アフリカン・アメリカン0.11%、先住民0.48%、アジア0.11%、太平洋諸島系0.00%、その他の人種0.25%、及び混血0.75%である。ここの人口の1.03%はヒスパニックまたはラテン系である。
この郡内の住民は23.50%が18歳未満の未成年、18歳以上24歳以下が5.50%、25歳以上44歳以下が22.90%、45歳以上64歳以下が24.60%、及び65歳以上が23.50%にわたっている。中央値年齢は44歳である。女性100人ごとに対して男性は96.20人である。18歳以上の女性100人ごとに対して男性は92.40人である。
この郡内の世帯ごとの平均的な収入は30,893米ドルであり、家族ごとの平均的な収入は36,538米ドルである。男性は24,681米ドルに対して女性は20,000米ドルの平均的な収入がある。この郡の一人当たりの収入 (per capita income) は15,788米ドルである。人口の9.70%及び家族の7.30%は貧困線以下である。全人口のうち18歳未満の11.70%及び65歳以上の10.00%は貧困線以下の生活を送っている。

## 都市及び町
- バーナード (Barnard)
- Beverly
- リンカーンセンター (Lincoln Center)
- Sylvan Grove

## 郡区
リンカーン郡は20の郡区に分かれている。この郡内部の都市は governmentally independent と見なされておらず、郡区向けのすべての外観はそれらの都市に含まれている。以下の表内の人口中心は、もしかなりの数ならば、郡区の人口総計を含む最大都市である。

## 教育

### 統一された学校区
- リンカーン 統一教育学区298号
- Sylvan Grove 統一教育学区299号